# Мердаре (Куршумлија)
Мердаре је насељено место у општини Куршумлија у Топличком округу. Према попису из 2022. било је 87 становника.

## Демографија
У насељу Мердаре живи 118 пунолетних становника, а просечна старост становништва износи 45,2 година (43,6 код мушкараца и 46,7 код жена). У насељу има 52 домаћинства, а просечан број чланова по домаћинству је 2,67.
Ово насеље је углавном насељено Србима (према попису из 2002. године), а у последња три пописа, примећен је пад у броју становника.
|  |

| Демографија | Демографија | Демографија |
| Година      | Становника  | Становника  |
| ----------- | ----------- | ----------- |
| 1948.       | 438         |             |
| 1953.       | 474         |             |
| 1961.       | 460         |             |
| 1971.       | 370         |             |
| 1981.       | 318         |             |
| 1991.       | 222         | 222         |
| 2002.       | 139         | 140         |
| 2011.       | 151         |             |

| Етнички састав према попису из 2002.‍ | Етнички састав према попису из 2002.‍ | Етнички састав према попису из 2002.‍ | Етнички састав према попису из 2002.‍ | Етнички састав према попису из 2002.‍ |
| ------------------------------------ | ------------------------------------ | ------------------------------------ | ------------------------------------ | ------------------------------------ |
|                                      |                                      |                                      |                                      |                                      |
| Срби                                 | Срби                                 |                                      | 106                                  | 76,25%                               |
| Црногорци                            | Црногорци                            |                                      | 31                                   | 22,30%                               |
| непознато                            | непознато                            |                                      | 2                                    | 1,43%                                |

| Година пописа     | 1948. | 1953. | 1961. | 1971. | 1981. | 1991. | 2002. |
| ----------------- | ----- | ----- | ----- | ----- | ----- | ----- | ----- |
| Број домаћинстава | 87    | 80    | 83    | 79    | 83    | 70    | 52    |

| Број чланова      | 1  | 2  | 3 | 4 | 5 | 6 | 7 | 8 | 9 | 10 и више | Просек |
| ----------------- | -- | -- | - | - | - | - | - | - | - | --------- | ------ |
| Број домаћинстава | 19 | 15 | 6 | 3 | 3 | 2 | 3 | 0 | 0 | 1         | 2,67   |

| Пол    | Укупно | Неожењен/Неудата | Ожењен/Удата | Удовац/Удовица | Разведен/Разведена | Непознато |
| ------ | ------ | ---------------- | ------------ | -------------- | ------------------ | --------- |
| Мушки  | 61     | 20               | 34           | 7              | 0                  | 0         |
| Женски | 60     | 8                | 32           | 19             | 1                  | 0         |
| УКУПНО | 121    | 28               | 66           | 26             | 1                  | 0         |

| Пол    | Укупно                    | Пољопривреда, лов и шумарство | Рибарство                            | Вађење руде и камена | Прерађивачка индустрија       |
| ------ | ------------------------- | ----------------------------- | ------------------------------------ | -------------------- | ----------------------------- |
| Мушки  | 30                        | 4                             | 0                                    | 0                    | 4                             |
| Женски | 11                        | 1                             | 0                                    | 0                    | 1                             |
| УКУПНО | 41                        | 5                             | 0                                    | 0                    | 5                             |
| Пол    | Производња и снабдевање   | Грађевинарство                | Трговина                             | Хотели и ресторани   | Саобраћај, складиштење и везе |
| Мушки  | 1                         | 2                             | 0                                    | 0                    | 10                            |
| Женски | 0                         | 0                             | 0                                    | 0                    | 0                             |
| УКУПНО | 1                         | 2                             | 0                                    | 0                    | 10                            |
| Пол    | Финансијско посредовање   | Некретнине                    | Државна управа и одбрана             | Образовање           | Здравствени и социјални рад   |
| Мушки  | 0                         | 0                             | 6                                    | 1                    | 1                             |
| Женски | 0                         | 0                             | 5                                    | 2                    | 1                             |
| УКУПНО | 0                         | 0                             | 11                                   | 3                    | 2                             |
| Пол    | Остале услужне активности | Приватна домаћинства          | Екстериторијалне организације и тела | Непознато            | Непознато                     |
| Мушки  | 0                         | 0                             | 0                                    | 1                    | 1                             |
| Женски | 1                         | 0                             | 0                                    | 0                    | 0                             |
| УКУПНО | 1                         | 0                             | 0                                    | 1                    | 1                             |

## Познате личности
- Драгољуб Мићуновић, српски филозоф и политичар